# A Guerra Não Declarada na Visão de um Favelado
A Guerra Não Declarada na Visão de um Favelado é um livro lançado em 27 de outubro de 2012 escrito pelo escritor Carlos Eduardo Taddeo.
O livro contém 616 páginas, e estava em desenvolvimento desde 2008 ele utiliza do mesmo caráter da maioria de suas músicas no livro, onde trata a desigualdade social do país onde vive.